# Нежданівка
Нежда́нівка — село в Україні, у Дворічанській селищній громаді Куп'янського району Харківської області. Населення становить 19 осіб. До 2020 орган місцевого самоврядування — Миколаївська сільська рада.

## Географія
Село Нежданівка знаходиться за 4 км від річки Оскіл (лівий берег), до села примикає село Павлівка, на відстані 1 км знаходиться село Миколаївка. Навколо села багато заболочених озер, зокрема озеро Новоселівське. За 2 км розташована залізнична станція Нежданівська.

## Історія
1890 — дата заснування.
7 (20) листопада 1917 року, відповідно до.Третього Універсалу Української Центральної Ради, увійшло до складу Української Народної Республіки.
Село постраждало внаслідок геноциду українського народу, проведеного урядом СРСР в 1932—1933 роках, кількість встановлених жертв в Миколаївці, Микільському, Нежданові, Орлівці, Осоківці, Павлівці, Петрівці — 137 людей.
12 червня 2020 року, відповідно до Розпорядження Кабінету Міністрів України  № 725-р «Про визначення адміністративних центрів та затвердження територій територіальних громад Харківської області», увійшло до складу Дворічанської селищної громади.
19 липня 2020 року, в результаті адміністративно - територіальної реформи та ліквідації Дворічанського району, село увійшло до складу Куп'янського району Харківської області.
Село тимчасово окуповане російськими військами 24 лютого 2022 року.

## Населення

### Мова
Розподіл населення за рідною мовою за даними перепису 2001 року:
| Мова       | Кількість | Відсоток |
| ---------- | --------- | -------- |
| українська | 19        | 100%     |

## Економіка
- В селі є молочно-товарна ферма.